# Tózsa István
Tózsa István (Miskolc, 1954. november 9.– ) Apáczai Csere János-díjas magyar geográfus, környezetvédelmi szakember, térinformatikus.

## Élete
Tózsa István és Galambos Klára fiaként született. A híres sárospataki gimnáziumból került szegedre ahol  felsőfokú tanulmányait 1974-1979 között végezte a szegedi József Attila Tudományegyetemen, geográfia – angol nyelv és irodalom tanári szakot végzett, majd Budapesten 20 éven át az MTA Földrajztudományi Kutató Intézetében műholdfelvételek digitális feldolgozásával és a környezetelemző, földrajzi térinformatikai rendszerek (GIS) magyarországi fejlesztésével foglalkozott. Ez után szintén 20 évet töltött a Nemzeti Közszolgálati Egyetemen, illetve annak „államigazgatási” jogelőd karain, és a Budapesti Corvinus Egyetem Gazdaságföldrajz Tanszékén intézet- és tanszékvezetőként, ahol közigazgatási urbanisztikát, településtant, elektronikus közigazgatási tartalomfejlesztést, gazdaságföldrajzot, településmarketinget és magyar nemzeti örökségtervezést oktatott. 2021-ben, az újjá szerveződő kecskeméti Neumann János Egyetem fenntartóitól kapott egy esélyt egy olyan új, magyarországi földrajzi műhely kialakítására és felépítésére, amelynek fókuszában a 21. századi új, sokpólusú, hálózatos térgazdaságot kutató módszerek alkalmazásfejlesztése és a településmarketing áll.
Kutatási területe már az 1980-as évek végén a digitális formátumú műholdfelvételek földtudományi célú feldolgozása és a földrajzi információs rendszerek hazai alkalmazása lett. 1980-ban ő irányította az első hazai, nyomtatásban is megjelenő műholdfelvételek számítógépes feldolgozását. Az 1990-es évek elején egyebek mellett a környezet alkotóelemeinek multidiszciplináris számítógépes feldolgozásával és elemzésével is foglalkozott. Jelenleg is főként a műholdfelvételek földrajzi alkalmazásával, földrajzi környezetinformációs rendszerek alkalmazásával, települési térinformatikával és elektronikus közigazgatással foglalkozik.

## Díjai
- Akadémiai Ifjúsági Díj (1983, 1987)
- Apáczai Csere János-díj (2011)
- Magyar Érdemrend tiszti kereszt (2012)

## Magánélete
1984-ben kötött házasságot Szabadi Melinda angol nyelvtanárral, a Britannica Nyelviskola későbbi alapító vezetőjével, házasságukból két lányuk született, Tózsa Réka (1986) és Tózsa Mikolt (1992).[forrás?] Pilisszentivánon él, ahol a 2000 körüli években szerepet vállalt a helyi faluszépítő egyesület vezetésében; ebben az időszakban az egyesület két könyvet is megjelentetett a település természeti és kulturális értékeiről, az ő szerkesztésében.